# Santi Taddeo e Francesco di Paola
Santi Taddeo e Francesco di Paola è un dipinto del pittore veronese Paolo Farinati, realizzato con la tecnica della pittura a olio su tela, conservato presso il museo di Castelvecchio a Verona.
La sua realizzazione può essere collocata tra il 1590 e il 1600 circa, gli ultimi anni della produzione di Farinati (che morirà nel 1606). Nulla si sa riguardo alla collocazione originaria dell'opera ma potrebbe essere stato commissionato per una chiesa o un convento, forse per il monastero di san Francesco di Paola a Verona, soppresso durante la dominazione napoleonica e poi diventata sede dell'università cittadina. Acquistato da privati, nel 1911 entrò a far parte della collezione dei musei civici di Verona secondo un legato testamentario di Bartolomeo Monga. Nella prima metà del XX secolo è stato oggetto di un intervento di restauro. Un'analisi mediante riflettografia a infrarossi eseguita nel 2010 ha rilevato la presenza di un disegno di conchiglia, un simbolo con cui Farinati sovente firmava le sue opere, confermando così l'attribuzione al pittore veronese.
Nell'opera sono raffigurati, a destra dell'osservatore, san Francesco di Paola con l'abito dell'ordine dei Minimi (fondato dallo stesso santo) e, a sinistra, san Taddeo riconoscibile dalla presenza di una sega, simbolo del suo martirio. Sullo sfondo un paesaggio non naturalistico, tipico della tarda produzione del Farinati.